# كوستا رودريغوس
كوستا رودريغوس (بالألمانية: Kosta Rodrigues)‏ (12 أغسطس 1979 في ألمانيا - ) هو لاعب كرة قدم ألماني في مركز الدفاع. لعب مع آينتراخت براونشفايغ ونادي ساربروكن ونادي ماغديبورغ وهانوفر 96 وEintracht Braunschweig II ‏ ونادي فوبرتال الرياضي وفايزماين أوبرماين ‏.

## وصلات خارجية
- كوستا رودريغوس على موقع قاعدة بيانات كرة القدم.إي يو (الإنجليزية)
- كوستا رودريغوس على موقع بيانات كرة القدم. دي إي (الألمانية)
- كوستا رودريغوس على موقع عالم كرة القدم.نت (الإنجليزية)